# 布勢人主
布勢 人主（ふせ の ひとぬし）は、奈良時代の貴族。姓は朝臣。官位は従五位上・出雲守。

## 経歴
孝謙朝の天平勝宝2年（750年）遣唐判官に任ぜられ、天平勝宝4年（752年）に大使・藤原清河らと共に唐に渡る。天平勝宝5年（753年）11月に遣唐使の第四船に乗船して唐を離れ、道中で船が火災に遭うトラブルに見舞われつつ、翌天平勝宝6年（754年）4月に薩摩国石籬浦（現在の鹿児島県揖宿郡頴娃町石垣）に漂着し、5月には渡唐の功労により従五位下に叙爵し、駿河守に任ぜられた。天平勝宝7歳（755年）駿河国防人部領使として防人歌10首を進上している。
淳仁朝に入り、天平宝字3年（759年）右少弁に遷ると、天平宝字7年（763年）従五位上・右京亮次いで文部大輔に叙任されるなど京官を務める。淳仁朝末の天平宝字8年（764年）4月に上総守として再び地方官に転じたせいか、同年9月に発生した藤原仲麻呂の乱での動静は不明。
称徳朝の神護景雲元年（767年）式部大輔として京官に復すが、神護景雲3年（769年）出雲守として三たび地方官に転じている。

## 官歴
『続日本紀』による。
- 時期不詳：正六位上
- 天平勝宝2年（750年） 9月24日：遣唐判官
- 天平勝宝6年（754年） 7月13日：従五位下、駿河守
- 天平宝字3年（759年） 5月17日：右少弁
- 天平宝字4年（760年） 正月21日：山陽道巡察使
- 天平宝字7年（763年） 正月9日：従五位上、右京亮。4月14日：文部大輔
- 天平宝字8年（764年） 4月11日：上総守
- 神護景雲元年（767年） 8月29日：式部大輔
- 神護景雲3年（769年） 6月9日：出雲守